# Edna Bay
Edna Bay est une localité d'Alaska aux États-Unis dans la région de recensement de Prince of Wales - Outer Ketchikan dont la population était de 50 habitants en 2011.

## Situation - climat
Elle est située sur la côte sud-est de l'île Kosciusko, au nord-ouest de l'île du Prince-de-Galles, à 145 km de Ketchikan.
Les températures vont de 0 °C à 6 °C en janvier et de 8 °C à 21 °C en juillet.

## Histoire - activités
Le village est une communité de pêcheurs, nommée ainsi en 1904 par l'U.S. National Geodetic Survey. La poste a ouvert en 1943, mais a été transférée à Ketchikan ultérieurement. L'école a fermé en 2000 faute d'élèves.

## Démographie
| 1950 | 1960 | 1970 | 1990 | 2000 | 2010 |
| ---- | ---- | ---- | ---- | ---- | ---- |
| 41   | 135  | 112  | 86   | 49   | 42   |

## Sources et références
- (en) CIS

- (en) Cet article est partiellement ou en totalité issu de l’article de Wikipédia en anglais intitulé « Edna Bay, Alaska » (voir la liste des auteurs).

1. ↑  « Statistiques des États-Unis - Alaska - Profils des communautés de 2010 » (consulté en novembre 2020)